# 萨拉·科克伦
萨拉·科克伦（英語：Sarah Cochrane，1989年9月23日—），生于昆士兰州，澳大利亚女子举重运动员。她曾代表澳大利亚参加2022年英联邦运动会举重比赛，获得女子64公斤级银牌。